# 林福地
林福地（1934年8月21日—），出身於臺灣嘉義縣，為臺灣國寶級導演。

## 簡介
林福地生於嘉義縣朴子，自小隨著大哥林份遠赴臺東縣，考入臺灣省立臺東中學初中部，畢業後選擇臺灣省立臺東師範學校普通師範科就讀一年，轉學至臺灣省立臺南師範學校美術科，畢業後任中學美術教師；不久轉業進入台語電影界，先後擔任過化妝師、劇照師、攝影、副導演。
1961年，高仁河成立「中興電影公司」拍攝台語片，邀林福地合作。林福地先學寫劇本，其後擔任邵羅輝的副導演，第一部作品是《李世民遊地府》；隨後林福地執導第一部台語片《十二生肖》，演員全是歌仔戲戲班的人；此後林福地一共執導50餘部的台語片。
1964年林福地轉拍國語片，首部作品為《海誓山盟》。1967年執導國語片《塔裡的女人》，更是奠定他在國語片導演中的地位。1969年受邀到國泰機構拍攝《我愛莎莎》，因此也獲得邵氏兄弟的青睞；但在一年後因理念不合，為邵氏拍完武俠片《大內高手》之後便主動請辭。
離開邵氏之後，林福地依舊時常往返港台的獨立製片拍電影。華視開播之際，時任監製的李嘉力邀林福地拍攝電視劇，因此林福地執導了人生第一部電視劇《錢來也》。
1980年林福地擔任光啟社戲劇指導，導演電視劇；此後，遊走老三台，製作及導演過多部電視劇，捧紅陳震雷、鄧美芳、錢幽蘭、洪流、梅芳、蕭大陸、謝祖武、金城武等多名藝人，在台灣素有「導演教父」之稱。
林福地導演的電視劇如台視「不要說再見」、「星星知我心」、「苦心蓮」、「天地良心」、「又見阿郎」、「我心深處」、「萬世師表」、「勇者的奮鬥」、「布袋和尚」，中視「廈門新娘」、「天公疼好人」、「金色夜叉」、「布袋和尚」，華視「養子不教誰之過」、「草地狀元」、「舊情綿綿」，公視籌委會「春花望露」等近100档连续剧，舞台劇如「相逢台北橋」等，綜藝節目及特別節目如《有鳳來儀》等。現任國際創世癌症基金會籌備主任、中華民國電影導演協會榮譽理事長。
林福地之妻蕭淑容為電視劇製作人，夫婦於1982年至2000年間共同經營「天寅有限公司」製作電視劇。
2017年第52屆金鐘獎，林福地榮獲終身成就獎。2018年，國立臺東大學授予林福地名譽博士學位。

## 獎項

### 電視金鐘獎
| 年份 | 獲提名         | 獎項       | 結果 |                              |
| ---- | -------------- | ---------- | ---- | ---------------------------- |
| 1984 | 《星星知我心》 | 導播獎     | 獲獎 | 與台視導播葉超共同入圍、獲獎 |
| 1985 | 《星星的故鄉》 | 導播獎     | 獲獎 | 與台視導播葉超共同入圍、獲獎 |
| 2017 |                | 終身成就獎 | 獲獎 |                              |

## 電視劇作品
| 年份   | 電視台 | 劇名           |
| ------ | ------ | -------------- |
| 1982年 | 台視   | 巴黎機場       |
| 1982年 | 台視   | 不要說再見     |
| 1982年 | 台視   | 又見阿郎       |
| 1982年 | 台視   | 天地良心       |
| 1984年 | 台視   | 星星知我心     |
| 1984年 | 台視   | 苦心蓮         |
| 1985年 | 台視   | 星星的故鄉     |
| 1985年 | 台視   | 阿郎與彬彬     |
| 1986年 | 台視   | 我心深處       |
| 1987年 | 台視   | 勇者的奮鬥     |
| 1988年 | 台視   | 萬世師表       |
| 1990年 | 華視   | 養子不教誰之過 |
| 1991年 | 華視   | 草地狀元       |
| 1996年 | 中視   | 天公疼好人     |
| 1996年 | 公視   | 春花望露       |
| 1998年 | 台視   | 布袋和尚       |
| 2000年 | 中視   | 祝你幸福       |
| 2020年 | 台視   | 四月望雨       |

## 電影作品
| 年份   | 劇名                                      |
| ------ | ----------------------------------------- |
| 1961年 | 十二生肖                                  |
| 1962年 | 西門男兒                                  |
| 1963年 | 婦女心                                    |
| 1963年 | 世間人                                    |
| 1963年 | 我的命運                                  |
| 1964年 | 寶島夜船                                  |
| 1964年 | 明日的希望                                |
| 1964年 | 桃花泣血記                                |
| 1964年 | 可愛的人                                  |
| 1964年 | 車馬砲                                    |
| 1964年 | 悲情城市                                  |
| 1965年 | 故鄉的人                                  |
| 1965年 | 鐵樹開花                                  |
| 1965年 | 黃昏故鄉                                  |
| 1965年 | 孝女的願望                                |
| 1965年 | 女性的命運                                |
| 1965年 | 黃昏城                                    |
| 1965年 | 女性的命運                                |
| 1965年 | 遠山含笑 The Distant Smiling Mountains    |
| 1965年 | 塔裡的女人 Lady in the Tower              |
| 1966年 | 等君心酸酸                                |
| 1966年 | 厝邊隔壁                                  |
| 1966年 | 大家歡喜                                  |
| 1966年 | 窗裡窗外 The Whirl                        |
| 1966年 | 琉球之戀                                  |
| 1966年 | 夕陽西下                                  |
| 1966年 | 海誓山盟                                  |
| 1967年 | 女蘿草                                    |
| 1968年 | 春夢了無痕                                |
| 1968年 | 一聲叫君二聲苦                            |
| 1968年 | 過關                                      |
| 1968年 | 血城 Last Day Of Hsianyang                |
| 1969年 | 劍中之王 Ace of Swordsman                 |
| 1969年 | 白鷺人家 The Heron Garden                 |
| 1969年 | 太陽是我的                                |
| 1969年 | 藍色的夢                                  |
| 1969年 | 大內高手 The Imperial Swordsman           |
| 1969年 | 我愛莎莎                                  |
| 1970年 | 雪路血路 Mission to Die                   |
| 1970年 | 黑牛與白蛇 Black Bull and White Snake     |
| 1973年 | 古靈精怪女煞星 Girl Named Iron Phoenix    |
| 1973年 | 小紅娘                                    |
| 1974年 | 純情 Pure Love                            |
| 1974年 | 一對一                                    |
| 1974年 | 橫衝直撞女煞星 Imprudent Iron Phoenix     |
| 1975年 | 金云夢                                    |
| 1975年 | 西貢台北高雄                              |
| 1976年 | 福祿壽驚魂記                              |
| 1976年 | 達摩祖師 Shaolin Monk                     |
| 1976年 | 你儂我儂                                  |
| 1977年 | 旋風十八騎 18 Shaolin Riders              |
| 1977年 | 俠谷柔心赤子情 Shaolin Master and the Kid |
| 1978年 | 春水東流                                  |
| 1979年 | 寧靜海                                    |
| 1980年 | 雁兒歸 Flying Home                        |
| 1980年 | 新水蛙記                                  |
| 1980年 | 玩命小子                                  |
| 1987年 | 苦兒流浪記 Those Ill-Fated Kids           |
| 1990年 | 缺角的太陽                                |

## 外部連結
- 林福地的部落格